# Elzadie Robinson
Elzadie Robinson (* um 1900 in Louisiana) war eine US-amerikanische Bluessängerin und Songwriterin.
Robinson stammte aus Shreveport, Louisiana und begann ihre Karriere als Chorus Girl in Logansport (Louisiana) und dann als Vaudeville- und Cabaretsängerin im Raum Houston, bevor sie in den Norden der Vereinigten Staaten zog. Robinson, die über eine raue Stimme verfügte, nahm Ende ab September 1926 bis März 1929 in Chicago insgesamt 32 Bluessongs (darunter zwölf Eigenkompositionen) für Herwin, Broadway und Paramount Records auf wie „Whiskey Blues“/„Back Door Blues“ (#12509, mit dem Pianisten Will Ezell) auf, z. T. unter dem Pseudonym Blanche Johnson  („Galveston Blues“, Herwin 92016) und für das Label Broadway als Bernice Drake („Humming Blues“ 1926, Paramount 12420). Zu ihren Begleitmusikern gehörten Johnny St. Cyr („Love Crazy Blues“), Richard M. Jones („Boston Bound“), Blind Blake („Elzadie’s Policy Blues“/„Pay Day Daddy Blues“), Jimmy Bertrand, Johnny Dodds, Jimmy Blythe, Preston Jackson und Shirley Clay. Für Weihnachten 1927 veröffentlichte Paramount  Robinsons  „The Santa Claus Grave Blues“ (Paramount 12573, B-Seite „St. Louis Cyclone Blues“). 1928, kurz vor der Great Depression, sang sie die prophetischen Zeilen in „Arkansas Mill Blues“:
When I hear that whistle blow, ther’ll be no more work for that man of mine;
The old pond dries up, the last steam blows the whistle,
And everybody moves to a new place.

## Diskographische Hinweise
- Complete Recorded Works in Chronological Order – 1926–1928 (Document Records, ed. 1990)
- Complete Works, Vol. 2 (1928–1929) (Document, ed. 1990)[9]